# Melangyna vespertina
Melangyna vespertina är en tvåvingeart som beskrevs av John Richard Vockeroth 1980. Melangyna vespertina ingår i släktet flickblomflugor, och familjen blomflugor.
Artens utbredningsområde är British Columbia. Inga underarter finns listade i Catalogue of Life.